# Josep Riba i Gabarró
Josep Riba i Gabarró (La Pobla de Claramunt, Anoia, 1928 - 23 de juny de 2023) va ser un historiador especialitzat en recerques comarcals.
La seva trajectòria vital va estar unida a una preocupació activa per la història i a la recerca local. Des de l'any 1952 va estar vinculat al Centre d'Estudis Comarcals d'Igualada, del qual en fou secretari (1969-79), president (1982-85) i sotsdirector (1990-96). Entre el 1952 al 1965 va ser el corresponsal d'aquesta entitat a La Pobla de Claramunt i també va participar en l'entitat "Celler d'Art". El 1965 inicià les tasques al Patronat del Castell de Claramunt mentre s'endinsava en les recerques de l'època feudal, amb treballs i estudis que abasten des del llinatge dels Cardona fins a la Casa de Medinaceli al segle xvii. Va col·laborar en diverses publicacions periòdiques del Centre d'Estudis Comarcals d'Igualada.
Va destacar per la seva activitat investigadora i en la coordinació i el treball amb diferents grups de recerca i amb persones interessades en la història local, arribant a ser un dels primers participants de les Assemblees Intercomarcals d'Estudiosos des de l'any 1967, trobades anuals en les quals sempre va col·laborar. Una de les seves darreres responsabilitats va ser la de la direcció del projecte d'investigació sobre el Rec, el primer barri industrial d'Igualada.

## Publicacions[1]
- Toponímia de la Pobla de Claramunt i del seu terme (1960)
- La Pobla de Claramunt: evolució economicosocial d'un municipi de la comarca d'Igualada (1965)
- Un vilatge dels Cardona-Medinaceli a Catalunya (1968), Fenologia de la comarca d'Igualada (1970)
- Mil anys d'història del castell de Tous: el govern dels frares Jerònims (1981)
- Història de 12 poblacions de la comarca d'Anoia (1986).

## Premis i reconeixements
- El 2012 va rebre el "Premi Recercat" reconeixent així la seva trajectòria en el món dels centres i instituts d'estudis de recerca local i comarcal.[4]